# Mbamba Bay (Bezirk)
Mbamba Bay (auch Mbambabay) ist ein Verwaltungsbezirk (Ward) des Distrikts Nyasa in der tansanischen Region Ruvuma.

## Geografie
Mbamba Bay liegt im Südwesten von Tansania am Malawisee. Die namensgleiche Kleinstadt Mbamba Bay ist das Verwaltungszentrum des Distriktes Nyasa. Der Bezirk grenzt im Nordwesten an Lipingo, im Nordosten an Mkalanga, im Osten an Mpapa. Die beiden letzten gehören zum Distrikt Mbinga. Im Südosten grenzt Mbamba Bay an Kilosa und im Südwesten an den Malawisee.
Bei der Volkszählung 2022 lebten 13.463 Menschen in 3432 Haushalten auf einer Fläche von 106 Quadratkilometern.

## Gliederung
Der Bezirk besteht aus fünf Gemeinden (Mtaa) mit 24 Orten (Kitongoji):
| Mbamba Bay - Zambia - Chipilimba A - Chihihila - Chipilimba B - Mtimbe | Ndegele - Tumbi - Chihihila - Mihula - Nyenda - Ukuli | Ndesule - Ndesule A - Ndesule B - Makata | Chinula - Iringa - Ndanda - Mhuchi - Laini - Madukani | Mbuyula - Nakahanga - Ndilima - Pamba - Mwongozo - Nnango - Mbuyula |

## Wirtschaft und Infrastruktur
- Bildung: Die Mbamba Bay Secondary School ist eine staatliche, weiterführende Tages- und Internatsschule mit einer Ausbildung bis zur 6. Stufe.[6] Es besteht eine Partnerschaft zum Gymnasium Neckartenzlingen.[7][8]
- Gesundheit: Im Bezirk befinden sich ein staatliches Gesundheitszentrum[9] und eine staatliche Apotheke.[10]
- Verkehr: Die asphaltierte Nationalstraße T12 führt von Mbamba Bay in die Regionshauptstadt Songea.[11]
- Hafen: Der Hafen Mbamba Bay hat einen Anlegesteg für leichte Frachten und wird von der staatlichen Tanzania Ports Authority verwaltet.[12]